# Referendum o malem delu
Referendum o malem delu je bil naknadni zakonodajni referendum o Zakonu o malem delu (ZMD), ki je potekal 10. aprila 2011.